# گوستا پرسون
گوستا پرسون (به انگلیسی: Gösta Persson) (زادهٔ ۸ ژانویهٔ ۱۹۰۴) شناگر اهل سوئد است.